# Aleksander Kłak
Aleksander Dominik Kłak (Nowy Sącz, 24 november 1970) is een voormalig profvoetballer uit Polen die als doelman speelde. Hij sloot zijn actieve carrière in 2005 af bij De Graafschap.

## Clubcarrière
Kłak speelde tot 1995 in Polen, waarna hij vertrok naar Duitsland. Later speelde hij nog clubvoetbal in België en Nederland.

## Interlandcarrière
Kłak kwam elf keer uit voor de nationale ploeg van Polen in de periode 1992 – 1997. Hij maakte zijn debuut op 18 november 1992 in de vriendschappelijke thuiswedstrijd tegen Letland (1-0), net als Andrzej Kobylański en Ryszard Staniek. Kłak verving in dat duel eerste keuze Adam Matysek in de rust.
In datzelfde jaar won Kłak met Polen de zilveren medaille bij de Olympische Spelen in Barcelona. Hij stond in alle zes duels in de basisopstelling van bondscoach Janusz Wójcik.

## Erelijst
Polen
- Olympische Spelen

Barcelona 1992 →  zilveren medaille